# Leichenpredigt

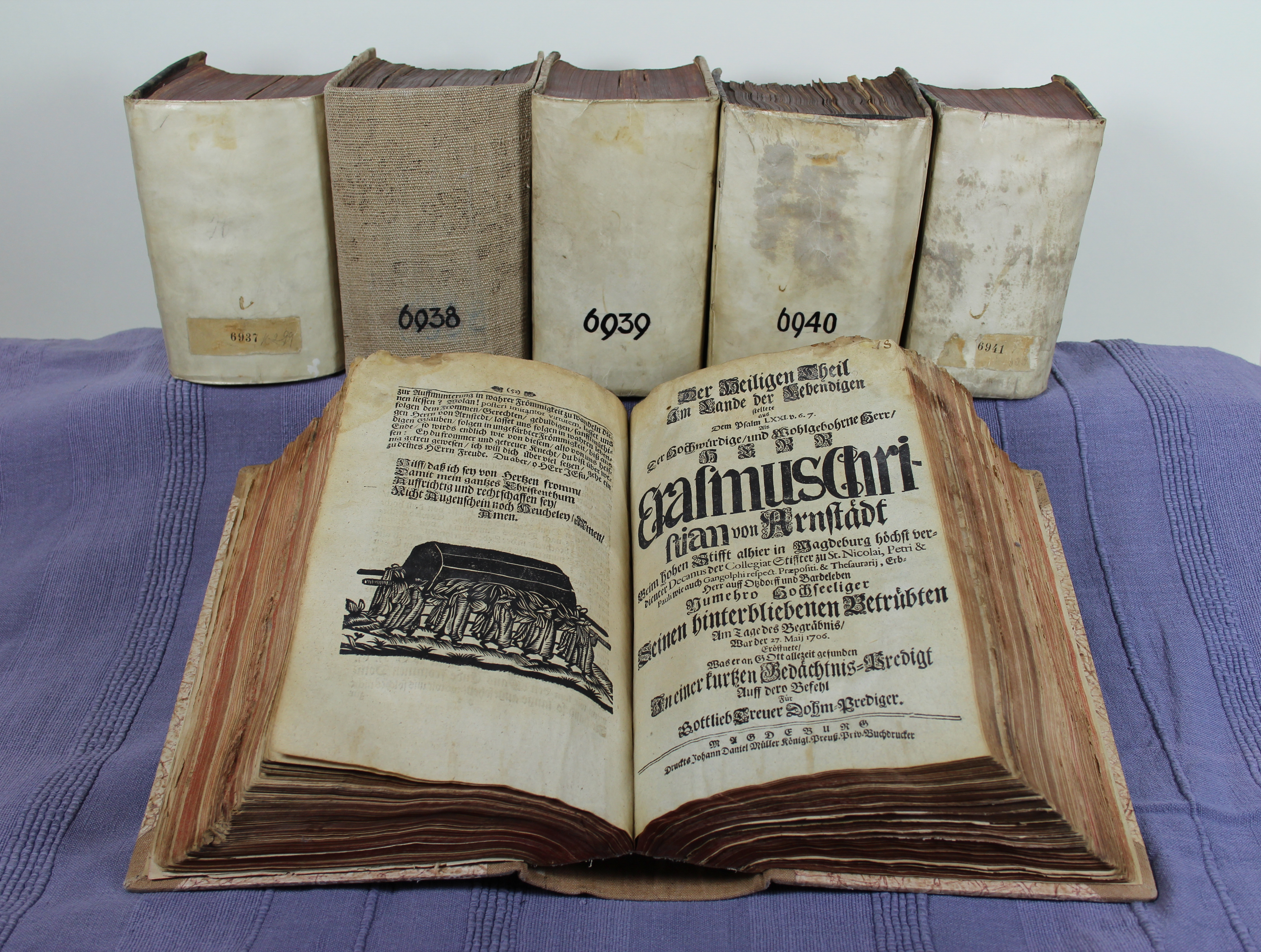
Mehrere Bände der Mindener Leichenpredigtensammlung

Eine Leichenpredigt ist im engeren historischen Sinn eine Trauerschrift für einen Verstorbenen, wie sie – insbesondere in der Zeit zwischen dem 16. und 18. Jahrhundert – im protestantischen Raum verfasst wurde – häufig in gedruckter Form. Im deutschen Sprachraum sind rund 300.000 derartige Leichenpredigten überliefert.
Ganz allgemein kann mit dem Begriff auch die Predigt gemeint sein, die ein Geistlicher bei einer kirchlichen Begräbnisfeier hält.
Leichenpredigten gehören zur Gattung der Personalschriften, also den Schriften, die anlässlich von Geburtstagen, Taufen, Verlobungen, Hochzeiten, Amtseinführungen, Jubiläen oder zum Tod eines Menschen entstanden.

## Geschichte
Grabreden zur Beerdigung Verstorbener hatte es schon früher gegeben. Der Brauch, das Andenken Hinterbliebener mit einer gedruckten Leichenpredigt zu ehren, ist im 16. Jahrhundert unmittelbar nach der Reformation im mitteldeutschen Raum – dem Kerngebiet des lutherischen Protestantismus – aufgekommen.  Mit seinem „Sermon von der Bereytung zum Sterben“ lieferte Martin Luther 1519 einen ersten Vorläufer einer Leichenpredigt und beschrieb auch die aus seiner Sicht wichtigsten Anforderungen an eine Leichenpredigt: das Lob Gottes, den Trost, die Erbauung der Hinterbliebenen sowie die Belehrung der versammelten Gemeinde. Luthers Predigten auf Kurfürst Friedrich den Weisen von Sachsen 1525 und dessen Bruder, Johann den Beständigen 1532, gelten als die ersten „klassischen“ gedruckten Leichenpredigten. Der Brauch verbreitete sich rasch in den übrigen Gebieten des lutherischen Bekenntnisses und wurde – in geringerem Maße – auch von Zwinglianern und Calvinisten aufgegriffen. Viel später und nur ausnahmsweise, nämlich beim Tod von Würdenträgern, wurden auch Katholiken Leichenpredigten gehalten. Doch blieb diese Praxis in der katholischen Kirche umstritten.
Die frühen Leichenpredigten bestanden fast ausschließlich aus der eigentlichen Predigt, in der biographische Notizen zum Verstorbenen nur vereinzelt auftauchen. Erst nach 1570 ist die Entstehung eines eigenständigen Personalia-Teils zu beobachten. Gegen Ende des 16. und im Laufe des 17. Jahrhunderts gesellen sich zu Predigt und Lebenslauf weitere Bestandteile hinzu, etwa Trauergedichte (Epicedien), Gedächtnis- und Überführungspredigt, Abdankung, akademische Trauerschrift, Trauerkompositionen sowie aufwändige bildliche Darstellungen. Die lutherische Kirche wollte mit den Trauerschriften zeigen, dass auch unter ihrer Obhut seliges Sterben mit der Gewissheit auf die Gnade Gottes möglich sei. Dieses Bedürfnis führte im 17. Jahrhundert dazu, dass in die Personalia auch ausführliche Schilderungen der Sterbeszene und des sie begleitenden geistlichen Rituals aufgenommen wurden.
Gedruckt wurden Leichenpredigten überwiegend für Adlige und das wohlhabende Bürgertum, die soziale Oberschicht. Dem entspricht die nicht selten kostspielige Ausstattung mit einem Porträt des Verstorbenen als Holzschnitt, später in Kupfer gestochen, auch mit Noten und Text von Trauerkompositionen. Erhaltene Druckereirechnungen weisen Auflagen zwischen 100 und 300 Exemplaren nach; der Umfang konnte von anfangs 10 bis 20 Seiten in den Buchformaten Oktav oder Quart, später im 17. Jahrhundert vor allem bei Hochadligen bis auf 100, 200 und mehr Seiten in Folio oder gar Großfolio anwachsen. Messkataloge des Buchhandels belegen, dass die Leichenpredigten im 17. Jahrhundert als Erbauungsliteratur zur bevorzugten Lektüre gehörten. Gelegentlich gab es sogar Neuauflagen.
Das Gebiet mit dem höchsten Leichenpredigten-Aufkommen wird im Süden durch den Main und im Norden von einer Linie zwischen Osnabrück und Berlin begrenzt. Auch Schlesien, eine Hochburg der Barockliteratur, und die oberdeutschen Reichsstädte bieten wertvolle Bestände.
Etwa 40.000 verschiedene Leichenpredigten soll Reichsgräfin Sophie Eleonore zu Stolberg-Stolberg (1669–1745) gesammelt haben. Philipp Jacob Spener, ein evangelischer Theologe (1635–1705), ist ebenfalls für seine Sammlung von Leichenpredigten bekannt.
Um die Mitte des 18. Jahrhunderts kam das Verfassen von Leichenpredigten dann weitgehend zum Erliegen.

## Leichenpredigten als historische Quellen
Die erbauliche Absicht der Leichenpredigten, die sie mit der Hagiographie des Mittelalters, der Predigtliteratur oder den Grabmonumenten der Barockzeit teilt, sowie ihr Charakter als Gelegenheitsschrifttum haben ihrer Entdeckung als Geschichtsquelle lange Zeit im Weg gestanden. Das Interesse der modernen Forschung an der Gattung Leichenpredigt ist bei zahlreichen Disziplinen durch die Mannigfaltigkeit der Informationen geweckt worden, die über das rein biographische Material hinausgehen.
Die 1976 gegründete Forschungsstelle für Personalschriften an der Philipps-Universität Marburg, seit 1984 eine Arbeitsstelle der Akademie der Wissenschaften und der Literatur Mainz, ermittelt und katalogisiert Leichenpredigten. Das besondere Interesse gilt dabei den in diesen Quellen enthaltenen, oft ausführlichen Biographien der Verstorbenen. Neben den in Form von gedruckten Katalogen und Online-Datenbanken publizierten Arbeitsergebnissen der Forschungsstelle existieren weitere Verzeichnisse, die Leichenpredigtenbestände mittels der Namen von Verstorbenen und Autoren erfasst haben. Dazu gehört u. a. der Gesamtkatalog der Personalschriften- und Leichenpredigtensammlungen der Zentralstelle für deutsche Personen- und Familiengeschichte Leipzig.
Die Leichenpredigten bieten eine Fülle statistisch verwertbarer Daten in räumlicher Differenzierung. Damit lassen sich z. B. Fragestellungen zur damaligen gesellschaftlichen Situation der Frau, der Säuglings- und Kindersterblichkeit, zum durchschnittlichen Immatrikulationsalter der Studienanfänger oder zur Wanderung von Handwerksgesellen beantworten. Als multi- und interdisziplinäre Quellen können die Leichenpredigten somit von den unterschiedlichsten wissenschaftlichen Disziplinen genutzt werden:
Bildungsgeschichte, Biographik, Emblematik, Epigraphik, Genealogie, Geschlechtergeschichte, Heraldik, Historische Demographie, Kulturanthropologie, Ikonographie, Kriminalitätsgeschichte, Kulturgeschichte, Kunstgeschichte, Literaturgeschichte, Medizingeschichte, Militärgeschichte, Historische Musikwissenschaft, Pharmaziegeschichte, Prosopographie, Sozialgeschichte, Stadtgeschichte, Thanatologie, Theologie, Universitätsgeschichte, Wirtschaftsgeschichte